# Elisabeth Udolf-Strobl
Elisabeth Udolf-Strobl (ur. 12 kwietnia 1956 w Wels) – austriacka urzędniczka państwowa, w latach 2019–2020 minister cyfryzacji i biznesu.

## Życiorys
Ukończyła studia z zakresu translatoryki na Uniwersytecie Wiedeńskim. Kształciła się na Akademii Dyplomatycznej w Wiedniu. Długoletnia urzędniczka państwowa na szczeblu federalnym. Od 1991 wchodziła w skład gabinetu Wolfganga Schüssela jako ministra gospodarki, w latach 1995–1996 pracowała w MSZ, po czym powróciła do resortu gospodarki, gdzie kierowała gabinetem ministra Hannesa Farnleitnera. W 1999 objęła najwyższe resortowe stanowisko urzędnicze – szefa sekcji, powierzono jej kwestie związane z turystyką, opieką nad zabytkami i ochroną dziedzictwa kulturalnego. Przedstawicielka państwa m.in. w spółkach zarządzających Tiergarten Schönbrunn i Pałacem Schönbrunn, powołana w skład prezydium organu normalizacyjnego Austrian Standards International.
W czerwcu 2019 objęła urząd ministra cyfryzacji i biznesu w technicznym rządzie Brigitte Bierlein. Stanowisko to zajmowała do stycznia 2020.